# Heinrich von Badewide
Heinrich von Badewide (auch: Heinrich von Bodewide, Bodwide, Badewin, Badwide) (* unbekannt; †  1164) war 1138–1139 Graf von Holstein und Stormarn, dann Graf in Wagrien, und ab 1142 Graf von Polabien bzw. Ratzeburg.  Er war der Begründer des nach ihm benannten kurzlebigen Grafengeschlechts der Badwiden.
Heinrich von Badewide entstammte einem im Lüneburgischen ansässigen Geschlecht Edelfreier, benannt vermutlich nach seiner Burg Bodwede bei Bode in der Gemeinde Hanstedt, Landkreis Uelzen. Nach einer neueren Auffassung ist er der Sohn des 1112 bezeugten Hamburger Grafen Heinrich II., jüngerer Sohn des Grafen Heinrich I., Graf von Hamburg aus dem Hause der Billunger. Er heiratete eine namentlich unbekannte Verwandte des Königs Waldemar des Großen von Dänemark. Seine Brüder waren Helmold und Volrad, wobei Letzterer nicht, wie oft vermutet, der erste Graf von Dannenberg war.

## Graf von Holstein und Stormarn
1138 fiel Heinrich der Stolze, Herzog von Sachsen und Bayern aus dem Hause der Welfen, in die Reichsacht. Neuer Herzog von Sachsen wurde der Askanier Albrecht der Bär. Dieser machte den Ritter Heinrich von Badewide zum Grafen von Holstein und Stormarn. Der bisherige Amtsinhaber, der welfentreue Adolf II. von Schauenburg, musste weichen. Im Winter 1138/39 verwüstete Heinrich von Badewide in einem Vergeltungsfeldzug das Gebiet der Wagrier, ohne jedoch ihre Burgen in Plön, Lütjenburg und Oldenburg einzunehmen. Erst im Sommer 1139 wurde die stark befestigte Burg Plön von einem Aufgebot der Holsten wohl unter Führung ihres Overboden Marcrad I. erobert.

## Graf von Wagrien
1139 versuchte Heinrich der Stolze, das Herzogtum Sachsen zurückzuerobern, starb aber überraschend am 20. Oktober in Quedlinburg.  Dennoch musste Heinrich von Badewide unter dem Druck Adolfs II. von Schauenburg Nordalbingien räumen; bei seinem Rückzug zerstörte er die gräfliche Burg in Hamburg und die Siegesburg in Segeberg. Danach gelang es ihm, gegen Zahlung einer entsprechenden Summe, von Gertrud, der Witwe Heinrichs des Stolzen und Mutter Heinrichs des Löwen, die dem Grafen Adolf II. nicht gewogen war, die Herrschaft über das von ihm 1138/39 eroberte Wagrien zugesprochen zu bekommen.

## Graf von Ratzeburg

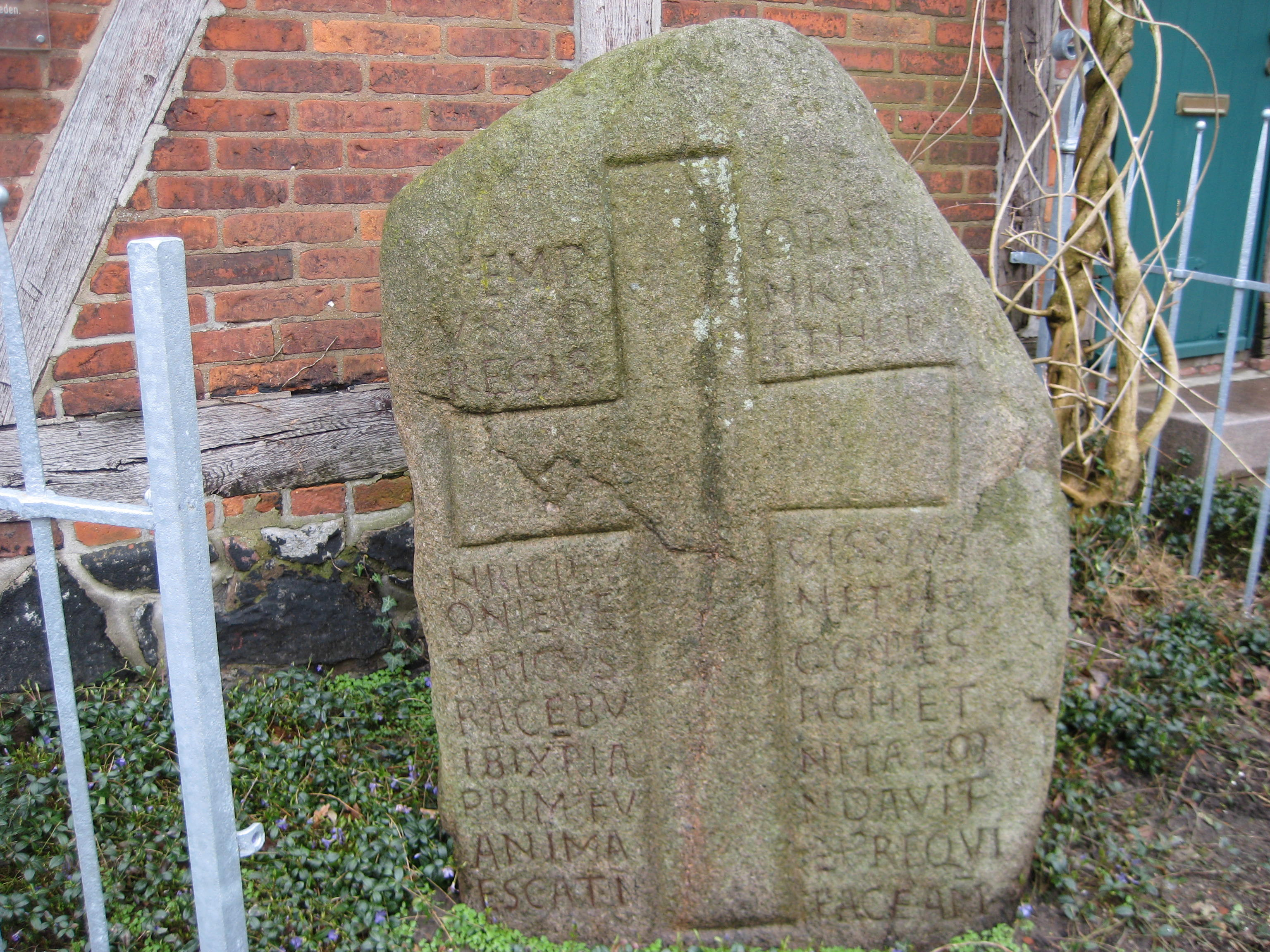
Heinrichstein zur Erinnerung an Heinrich von Badewide am Ratzeburger Dom

Im Mai 1142, nachdem Heinrich der Löwe von König Konrad III. mit dem väterlichen Herzogtum Sachsen belehnt worden war, fand der Herzog einen Ausgleich zwischen den Grafen Heinrich von Badewide und Adolf II. von Schauenburg. Adolf II. erhielt Holstein und Stormarn sowie (für einen angemessenen Kaufpreis) Wagrien, und Heinrich von Badewide erhielt stattdessen das Land der Polaben, als neu geschaffene Grafschaft. Hauptort war die alte abodritische Gauburg von Ratzeburg, nach der die Grafschaft schließlich auch benannt wurde. Herzog Heinrich behielt den Elbübergang (Ertheneburg) und die Sadelbande (das südliche Lauenburg).  Bis 1154 wird Heinrich von Badewide als Graf der Polaben (Comes Polaborum) bezeichnet, und erst danach als Graf von Ratzeburg. 1162 ist er auch als Vogt des Bistums Ratzeburg bekundet. Bei dessen Neugründung im Jahre 1154 stellte er 300 Hufen Land als Ausstattung des Bistums zur Verfügung und überließ dem neu ernannten Bischof Evermod die Insel im Ratzeburger See in der Nähe der Burg als für den Bau des Ratzeburger Doms und der Wohnstätten von Bischof und Domkapitel.
Im Sommer 1149 nahmen er und Adolf II. am Feldzug Heinrichs des Löwen zur Unterwerfung Dithmarschens teil, und in der Folge war er bis zu seinem Tod ein treuer Gefolgsmann des Sachsenherzogs. Zur Besiedlung seines Gebiets warb er viele Westfalen an.
Nach Heinrichs Tod im Jahre 1164 folgte ihm sein ältester Sohn Bernhard I. von Ratzeburg als Graf von Ratzeburg. Dieser ließ seinem Vater auf dem Domhof Ratzeburg einen noch heute erhaltenen Gedenkstein errichten. Der Stein trägt die (lateinische) Inschrift:

„Zu Zeiten König Konrads und Herzog Heinrichs von Sachsen kam Graf Heinrich nach Ratzeburg und gab dort als erster dem Christentum eine feste Grundlage. Seine Seele ruhe in Frieden. Amen.“